# Friedrich Wilhelm Murnau
Friedrich Wilhelm Murnau (souvent en forme abrégée : F. W. Murnau), nom d'artiste de Friedrich Wilhelm Plumpe, est un réalisateur allemand, né le 28 décembre 1888 à Bielefeld (province de Westphalie) et mort accidentellement le 11 mars 1931 à Santa Barbara (Californie),. Il est l'un des maîtres du cinéma expressionniste allemand.

## Biographie
Friedrich Plumpe,,,, naît dans une famille de la moyenne bourgeoisie allemande. Son père, Heinrich Plumpe, est éditeur de tissus, et sa mère, Ottilie, enseignante. Il commence des études de philologie à Berlin et d'histoire de l'art à Heidelberg, en 1908, il rejoint la troupe théâtrale de Max Reinhardt,, en 1910 il prend le nom de Murnau (nom d'une ville proche) puis abandonne définitivement ses études pour se consacrer au théâtre. Durant la Première Guerre mondiale, il est mobilisé et, en raison de sa grande taille, est intégré dans le premier régiment de la Garde impériale, puis il sert dans l'aviation. Malgré huit crashs, il n'est jamais gravement blessé, mais il est fait prisonnier en Suisse en décembre 1917. En 1919, il retourne dans son pays natal.
Il commence par signer des œuvres sentimentales ou fantastiques qui s'inscrivent dans la tradition du romantisme allemand. Il s'affirme très vite comme un réalisateur de grand talent par un style vif et tourmenté qui évoque l'expressionnisme pictural et poétique. Ce style éclate dans un film resté célèbre, inspiré du Dracula de Bram Stoker, Nosferatu le vampire, sorti en 1922.
Il enchaîne les films forts, entre réalisme et fantastique, et réalise des œuvres majeures, comme Le Dernier des hommes (1924), avec Emil Jannings, et Faust, une légende allemande (1926), qui l'imposent aux côtés de Fritz Lang et Georg Wilhelm Pabst comme une des principales figures du cinéma allemand.
Son travail est remarqué aux États-Unis, où il se rend, invité par les studios de la Fox en 1926, et où il réalise L'Aurore, qui est considéré comme son chef-d'œuvre et comme un des plus grands films de l'histoire du cinéma.
Décidé à faire carrière aux États-Unis, il y réalise d'autres films dans un style assez réaliste jusqu'à son dernier, d'esprit symboliste, Tabou, tourné en Polynésie et coproduit avec Robert Flaherty. C'est au cours de ce tournage qu'il fait la connaissance du photographe français Émile Savitry et, admiratif de son travail, il l'engage comme photographe de plateau pendant quatre mois. Ce tournage sera émaillé de déboires, perçus par les Maoris comme étant en rapport avec la violation du site sacré de l'île de Motu Tapu par le réalisateur, qui déplaça une pierre sacrée pour poser le pied de sa caméra.
Quelques mois plus tard, à quarante-deux ans, il meurt à la suite d'un accident de la route, une semaine avant la première de Tabou, sa voiture, conduite par un chauffeur, ayant percuté un poteau électrique sur la côte californienne. Il est inhumé au cimetière de Stahnsdorf, près de Berlin.
En 2015, « entre le 4 et le 12 juillet », le caveau de la famille Murnau, au cimetière du Südwestkirchof der Berliner Stadtsynode de Stahnsdorf, dans les environs de Berlin, est profané,, par des inconnus et l’administration du cimetière constate que le crâne du cinéaste a été dérobé,,,.
Murnau était homosexuel, comme l'a rapporté l'historienne du cinéma Lotte H. Eisner.
Les archives de F.W. Murnau sont déposées à l'université Humboldt de Berlin.
En 1966, est créée la Fondation Friedrich-Wilhelm-Murnau / Murnau Stiftung qui a pour mission de préserver le patrimoine cinématographique allemand.

## Filmographie
- 1919 : Der Knabe in Blau
- 1919 : Satanas

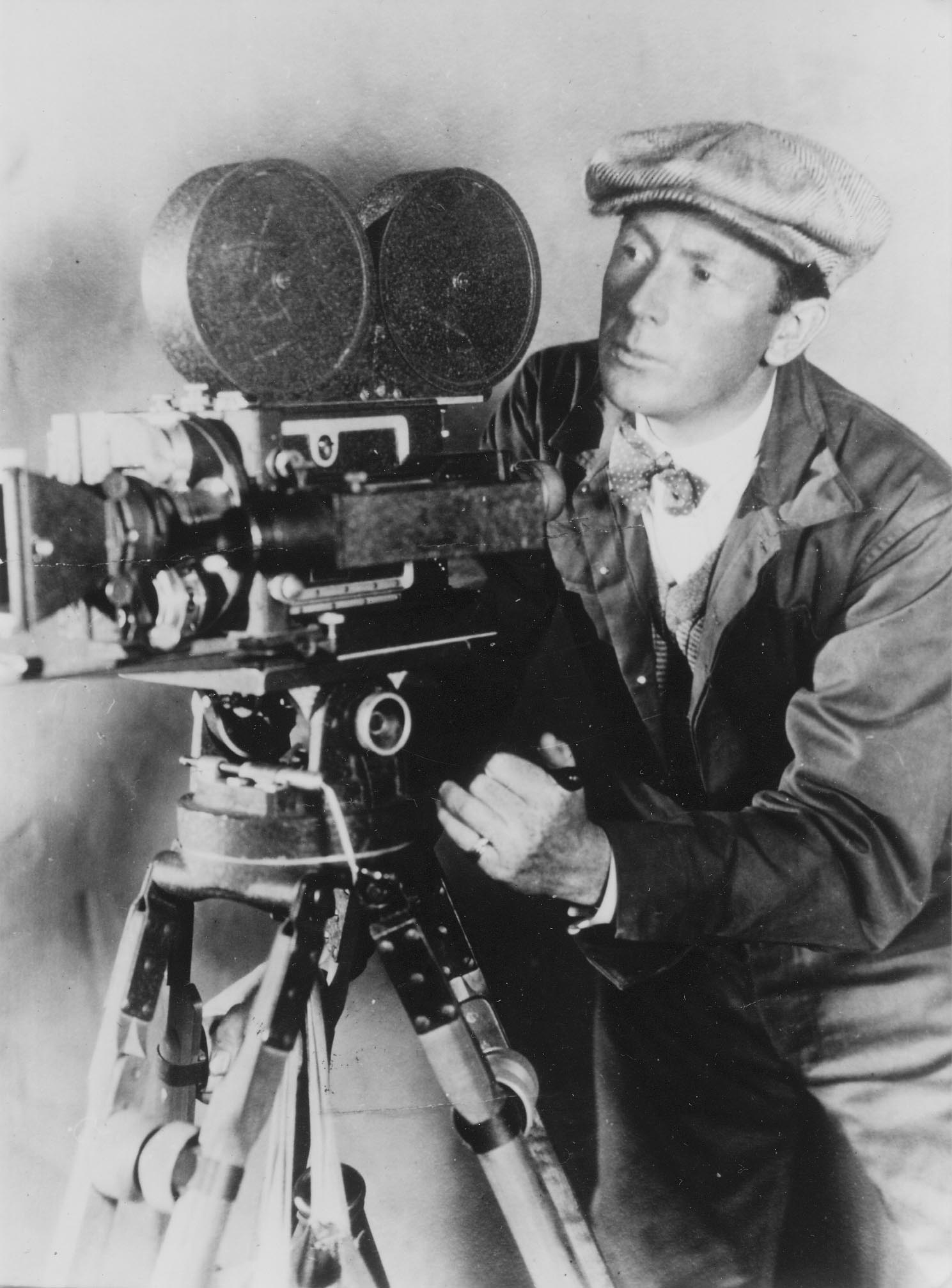
Murnau à la caméra.

- 1920 : Le Bossu et la Danseuse ou Le Baiser vert (Der Bucklige und die Tänzerin)
- 1920 : Le Crime du docteur Warren (Der Januskopf)
- 1920 : L'Émeraude fatale (Abend… Nacht… Morgen)
- 1920 : La Marche dans la nuit (Der Gang in die Nacht)
- 1921 : Sehnsucht
- 1921 : La Découverte d'un secret (Schloss Vogelöd)
- 1922 : Marizza, genannt die Schmugglermadonna
- 1922 : Nosferatu le vampire (Nosferatu, eine Symphonie des Grauens)
- 1922 : La Terre qui flambe (Der brennende Acker)
- 1922 : Le Fantôme (Phantom)
- 1923 : L'Expulsion (Die Austreibung)
- 1924 : Les Finances du grand-duc (Die Finanzen des Grossherzogs)
- 1924 : Le Dernier des hommes (Der letzte Mann)
- 1926 : Tartuffe (Herr Tartüff)
- 1926 : Faust, une légende allemande[36] (Faust, eine deutsche Volkssage)
- 1927 : L'Aurore[37] (Sunrise)
- 1928 : Les Quatre Diables[38] (Four Devils)
- 1930 : L'Intruse[39] (City Girl)
- 1931 : Tabou (Tabu)

## Récompenses
- 1927 : Oscar (Academy Award for Best Unique and Artistic Quality of Production) pour L'Aurore
- 1927 : Oscar de la meilleure actrice pour Janet Gaynor dans son interprétation de La Femme dans L'Aurore

### Iconographie
- Portrait photographique par Émile Savitry, 1931
- Buste par Ludwig Manzel

### Film
- Le Retour à Murnau de Pierre Guy (1981), hommage au cinéaste allemand, tourné dans la commune de Murnau, en Bavière.